# Municipio de Tinicum (condado de Bucks)
El municipio de Tinicum (en inglés: Tinicum Township) es un municipio ubicado en el condado de Bucks en el estado estadounidense de Pensilvania. En el año 2000 tenía una población de 4.206 habitantes y una densidad poblacional de 53.8 personas por km².

## Geografía
El municipio de Tinicum se encuentra ubicado en las coordenadas 40°30′30″N 75°07′35″O / 40.50833, -75.12639.

## Demografía
Según la Oficina del Censo en 2000 los ingresos medios por hogar en la localidad eran de $60,843 y los ingresos medios por familia eran $66,375. Los hombres tenían unos ingresos medios de $44,886 frente a los $33,333 para las mujeres. La renta per cápita para la localidad era de $34,321. Alrededor del 2,4% de la población estaban por debajo del umbral de pobreza.